# Тайванське пиво
У пивоварній промисловості на Тайвані домінували переважно монопольні продукти до 2002 року, допоки вільна торгівля не стала законною на Тайвані. Основним вітчизняним брендом залишається пиво марки Taiwan Beer, яке виготовляється державною корпорацією Taiwan Tobacco and Liquor Corporation, яка змінила урядове монопольне бюро в 2002 році.
Лібералізація тайванського ринку пива супроводжувалася появою крафтових пивоварень. Деякі з добре розвинених брендів включають Long Chuan (кит.: 龍泉), Le Blé d'Or (кит.: 金色三麥), Jolly Brewery+Restaurant (кит.: 卓莉手工醸啤酒泰食餐廳), North Taiwan Brewing (кит.: 北台灣麥酒) і Taihu Brewing (кит.: 臺虎精釀).

## Історія
Перша пивна монополія була проведена компанією Takasago Beer з 1922 по 1946 рік під правлінням Японії. Takasago Beer варили пиво світлих і темних сортів і конкурували з японським імпортним пивом. Його спадкоємець у 1946 році, Taiwan Beer, залишався монопольним продуктом після того, як острів повернули Китайській Республіці. Тайвань вступив у свій сучасний період багатопартійної демократії в 1990-х роках і позбувся більшості державних монополій, приєднавшись до Світової організації торгівлі в 2002 році. Після відкриття приватного алкогольного ринку виникли десятки крафтових пивоварень. Експати становили великий відсоток серед перших крафтових пивоварів на Тайвані. Тайванським крафтовим пивоварням довелося наполегливо попрацювати, щоб виділитися як серед продукції TTLC, так і серед імпортного пива.

## Економіка
Внутрішнє виробництво пива на Тайвані становило понад 400 мільйонів літрів на рік у 2008 році, причому значний обсяг використовувався для місцевого споживання. Місцеве виробництво пива становить понад 80 % від загального споживання пива на Тайвані. Незначна частка вітчизняного пива експортується.

## Пивний ринок
У 2013 році Тайвань спожив 517 мільйонів літрів пива, 149 мільйонів з яких було імпортовано. Пиво є найпопулярнішим алкогольним напоєм на Тайвані за обсягом споживання.

## «Пивні війни»
Торговельні суперечки з Китаєм призвели до того, що місцеві жителі називають «пивними війнами».
Тайвань (офіційно «Китайська Республіка», представлена під назвою «Окрема митна територія Тайвань, Пенху, Кіньмень і Мацу») і Китай (в особі Китайської Народної Республіки) були прийняті до Світової організації торгівлі (СОТ) одночасно в 2002 році. Вперше став можливий імпорт та експорт пива через Тайванську протоку.
У 2004 році на іноземні марки припадало лише 18 відсотків ринку пива в Південній Кореї вартістю 45 мільярдів NT$ (1,3 мільярда доларів США); решта — 82 відсотки припадало на тайванське пиво. Через два роки КНР заборонила імпорт тайванського пива. Чиновники послалися на закон, який забороняє використання назв округів або регіонів у комерційних продуктах. Для Південної Кореї цей аргумент навряд чи був переконливим, враховуючи кількість продуктів у Китаї, які вже носили подібні назви, включаючи китайське пиво Tsingtao, назване на честь міста в провінції Шаньдун. Цей крок був інтерпретований багатьма тайванцями як спроба перешкодити вільній торгівлі, яку обіцяла КНР, відмовивши Тайваню в належному визнанні його товарних знаків. Невдовзі в країні почався бойкот пива з Китаю. Протистояння, яке широко висвітлювалося в міжнародній пресі, призвело до збільшення визнання бренду тайванського пива.